# Брун, Юхан Нурдаль
Юхан Нурдаль Брун (англ. Johan Nordahl Brun; 21 марта 1745[…], Тронхейм, Тронхейм — 26 июля 1816, Берген) — норвежский поэт, драматург, политический деятель, епископ Бергена (1804—1816). Брун внёс значительный вклад в становление национальной норвежской литературы, стоял у истоков норвежского романтизма.
В 1767 году перебрался в Копенгаген, где сдал экзамены по богословию. Во время учёбы в Университете Копенгагена стал одним из ключевых членов Норвежского общества, объединившего молодых норвежских писателей, поэтов и философов. С 1774 года был приходским священником, прослужив до 1804 года, когда стал епископом Бергена.
Брун написал первую в истории норвежской литературы пьесу Einer Tambeskielver (1772). Пьеса способствовала поднятию национального духа и неоднократно ставилась на сцене. Он написал множество стихотворений, включая первый (неофициальный) гимн Норвегии For Norge, Kiempers Fødeland, а также опубликовал сборник Евангельских псалмов (1786).
Писатель и поэт Нурдаль Григ (норв. Johan Nordahl Brun Grieg) приходится потомком Юхану Бруну и был назван в честь известного предка.